# Kuoliosaari (ö i Sonkajärvi)
Kuoliosaari är en ö i Finland. Ordet kuoliosaari hänvisar att ön har varit begravningsplats. Den ligger i sjön Sonkajärvi och i kommunen Sonkajärvi i den ekonomiska regionen  Övre Savolax ekonomiska region  och landskapet Norra Savolax, i den centrala delen av landet, 400 km norr om huvudstaden Helsingfors. Öns area är 0,9 hektar och dess största längd är 170 meter i nord-sydlig riktning.  Ön ligger i sjön Sonkajärvi och i kommunen Sonkajärvi i sjön Sonkajärvi.